# إيس بيبي إيس
ايس بيبي ايس  (بالإنجليزية: Ace Baby Ace) هي طائرة رياضية، مقعد واحد، أحادية السطح بمظلة. أنتجت في الولايات المتحدة. من صناعة شركة ايس لصناعة الطائرات. صنع منها 453 طائرة، وسعر الطائرة الواحدة منها هو 1095 for a A-40 engined model في 1935, قرابة 2750 to build in 1971 دولار.